# Karang Jati (Pandaan)
Karang Jati is een bestuurslaag in het regentschap Pasuruan van de provincie Oost-Java, Indonesië. Karang Jati telt 10.006 inwoners (volkstelling 2010).